# Popo Carnaval 44

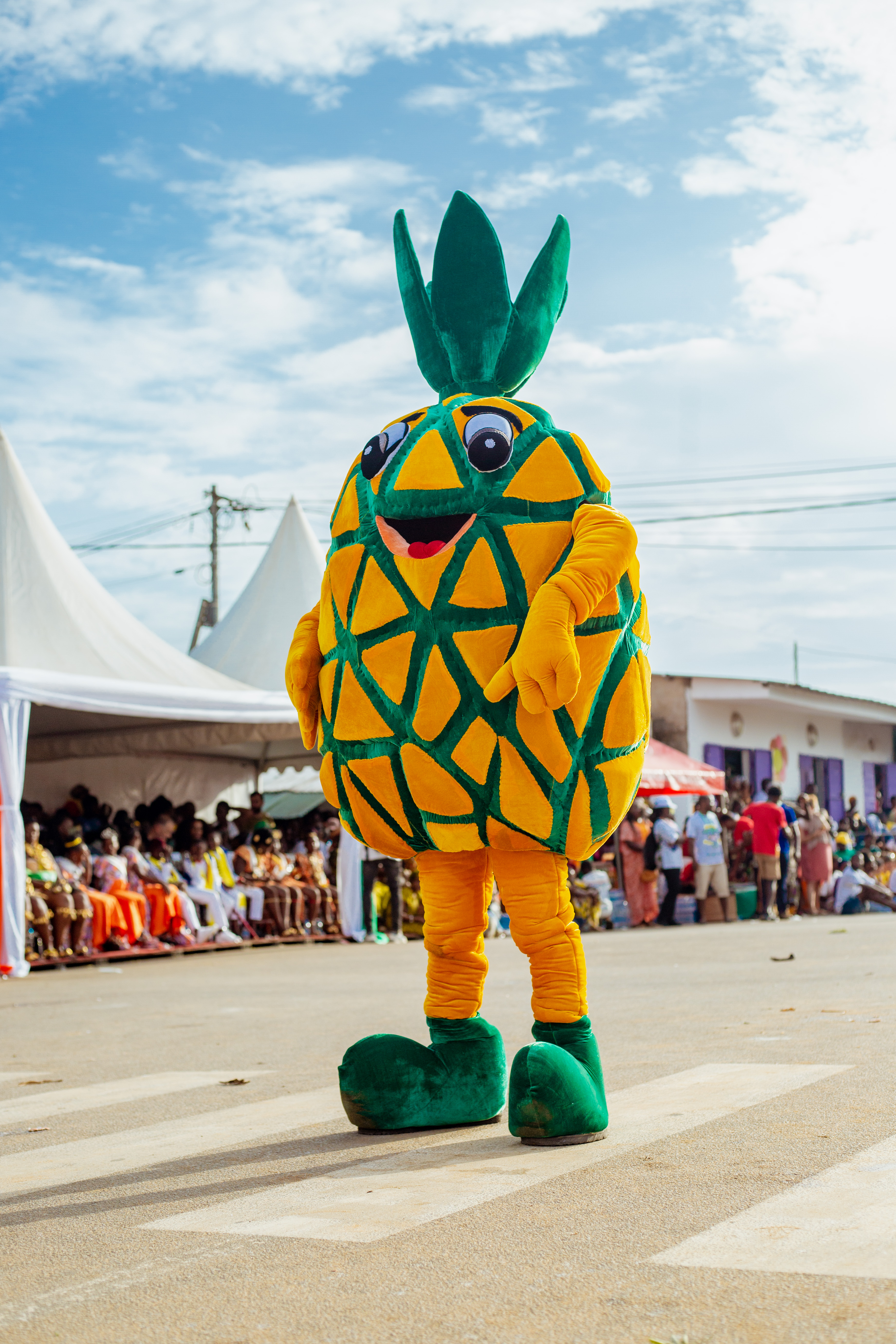
La mascotte du popo carnaval 44

Le Popo Carnaval 44 est la 44e édition du Popo Carnaval, un festival culturel célébré chaque année à Bonoua, ville située au sud-est de la Côte d'Ivoire. Il se déroule du 21 avril au 04 mai 2025. Le thème choisi pour cette édition est « Ensemble dans la diversité culturelle et touristique pour la paix et le développement ». Classé au nombre des festivals les plus populaires de Côte d'Ivoire, le Popo Carnaval renvoie aux réalités socio-économiques et culturelles les plus attrayantes du peuple Abouré.

## Préparatifs
Dans le cadre des préparatifs de la 44e édition du Popo Carnaval, une nouvelle équipe chargée de l’organisation est mise en place. Elle est dirigée par Dr Désiré Wognin, Commissaire général du Popo Carnaval 44, nommé par l'Areebo (Association Régionale d'Expansion Economique de Bonoua.) Il présente officiellement son équipe à la cour royale de Bonoua le jeudi 30 janvier 2025. Le roi des Abouré-Ehivè, Sa Majesté Miessan Kacou Venance et sa cour apportent en retour leur onction au commissariat général.
Le lancement officiel du Popo Carnaval 44 se fait le 06 février 2025, à Bonoua, à l'hôtel Blanon,. Ensuite, une caravane de promotion du festival, dénommée « Popo Tour », parcourt différentes agglomérations de la Côte d'Ivoire du 28 février au 02 mars 2025, pour faire connaitre l'évènement aux populations, avant sa date de début prévue pour le 21 avril.

## Déroulement
Avec pour thème « Ensemble dans la diversité culturelle et touristique pour la paix et le développement », le Popo Carnaval 44 se tient du 21 avril au 04 mai 2025 à Bonoua avec différentes articulations.

## La retraite aux flambeaux

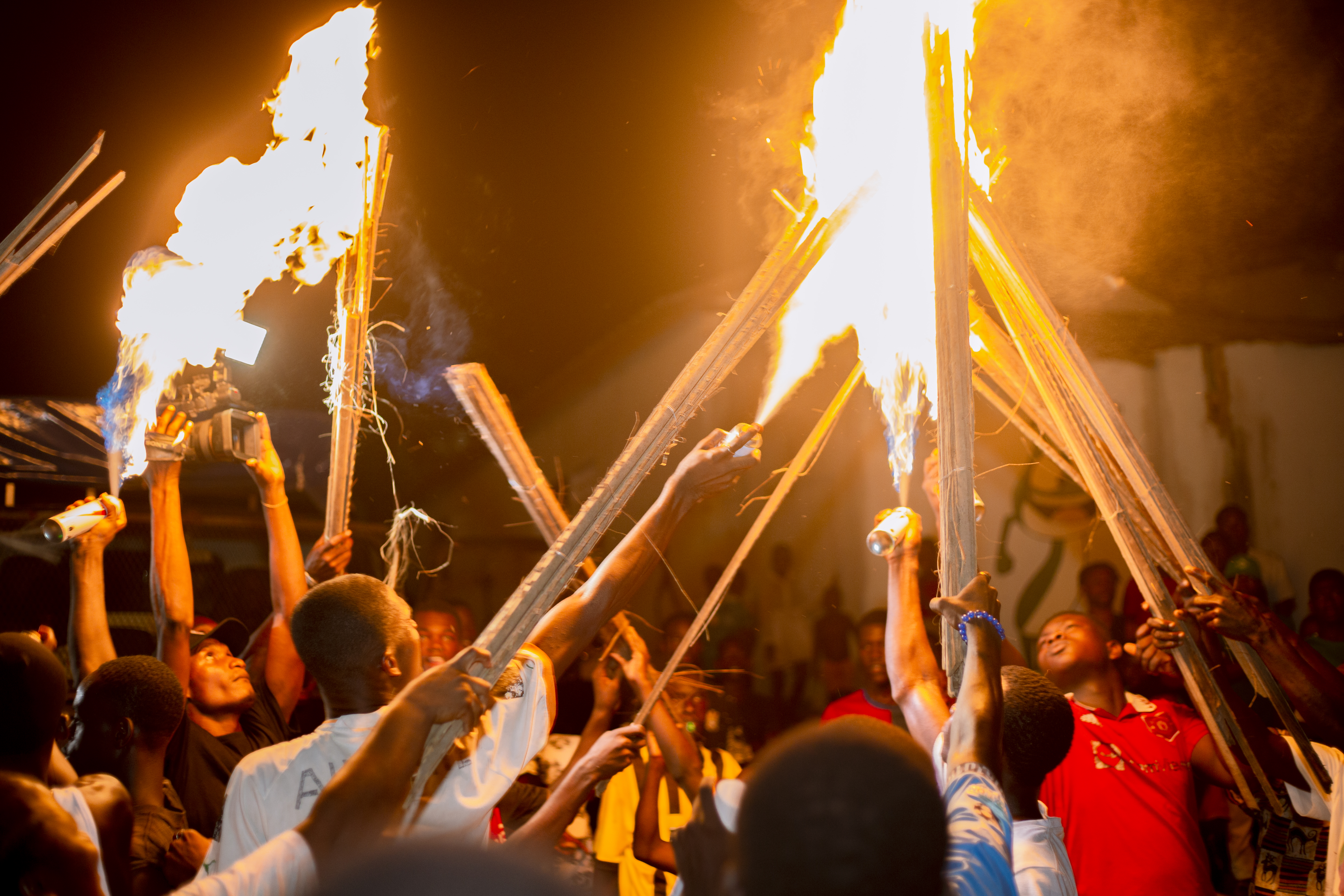
Retraite aux flambeaux

Les festivités de la 44e édition du Popo carnaval de Bonoua ont été lancées le lundi de Pâques, 21 avril 2025, par la cérémonie de la retraite aux flambeaux en début de soirée. Cette activité commence par le regroupement des participants sur le site du complexe sportif. Après les indications et explications des membres du commissariat général sur l’intérêt et la symbolique de la retraite aux flambeaux, les lampes, les cierges et flambeaux sont allumés pour illuminer les artères principales de la ville à travers une longue procession qui prend fin à la place Kadjo Amangoua. Une lumière censée conjurer le mauvais sort et éclairer toute la manifestation et les festivaliers le temps de la fête populaire.

## La foire commerciale et gastronomique
Parmi les activités majeures du Popo Carnaval 44, figure la foire commerciale et gastronomique dont l'ouverture officielle s'est déroulée le jeudi 24 avril 2025 en présence du Commissaire général du festival, Désiré Wognin et du Directeur régional du ministère de la Culture et de la Francophonie, Alla Kouamé Michel. La cérémonie est marquée par la coupure du ruban symbolique qui officialise l'accès à la foire commerciale et gastronomique, une des attractions du festival avec des concerts et des animations artistiques. Cette foire commerciale et gastronomique se tient au Village Popo.

## Les concours de beauté

### Concours Awoulaba

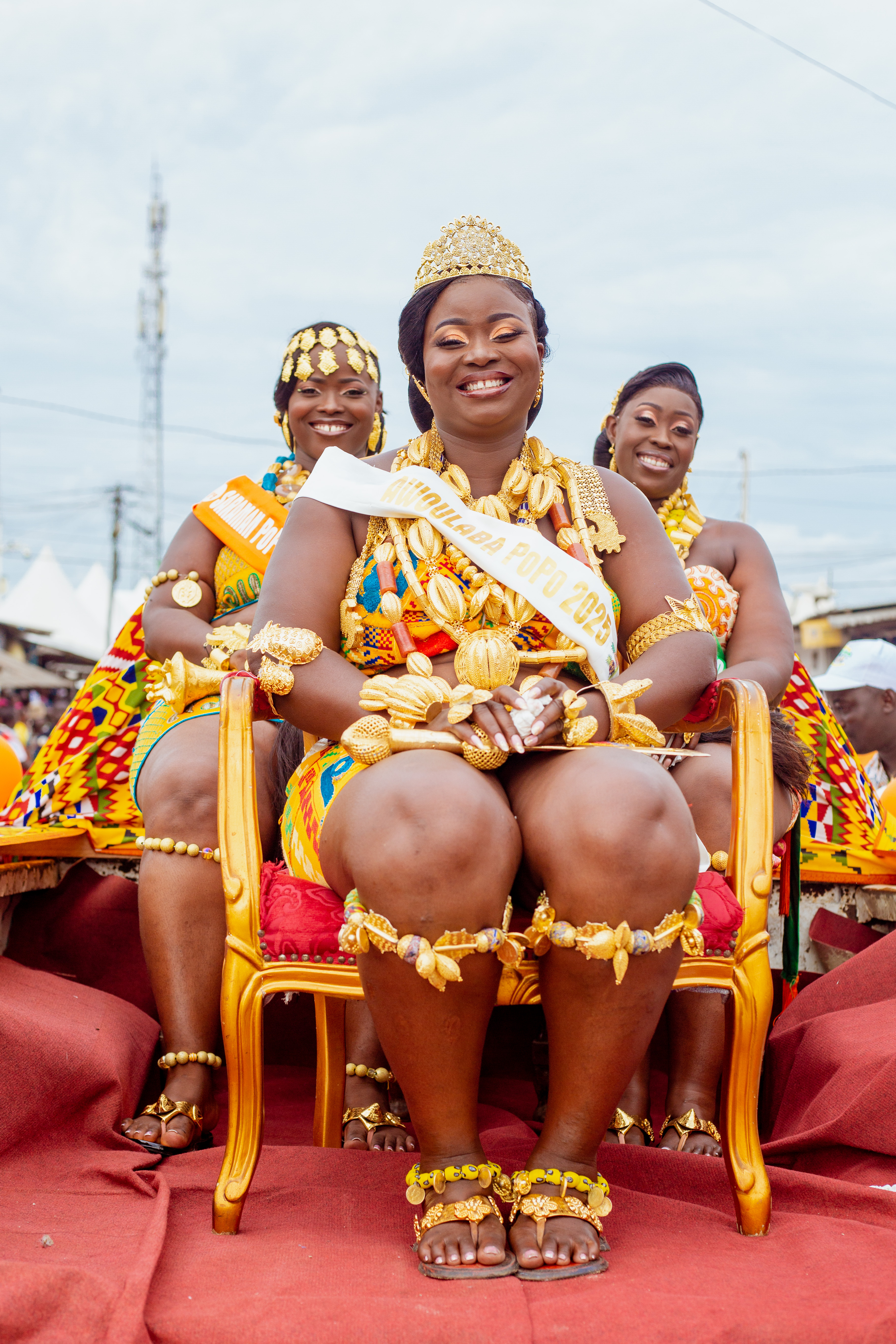
Awoulaba Popo carnaval 2025.

Le concours Awoulaba du Popo carnaval 44 a mis en lumière les formes généreuses, l’élégance naturelle et l’intelligence sociale de la gent féminine ayant connu la maternité. Après délibération, la candidate No 9, Adou Kouamé Yaba Béatrice, a été sacrée Awoulaba 2025 du Popo Carnaval. La deuxième place, première Saraman est revenue à Adjobi N’Piké Lilane Andrea, la troisième position est occupée par Mar Anna désigné, deuxième Saraman.

### Concours Ebè

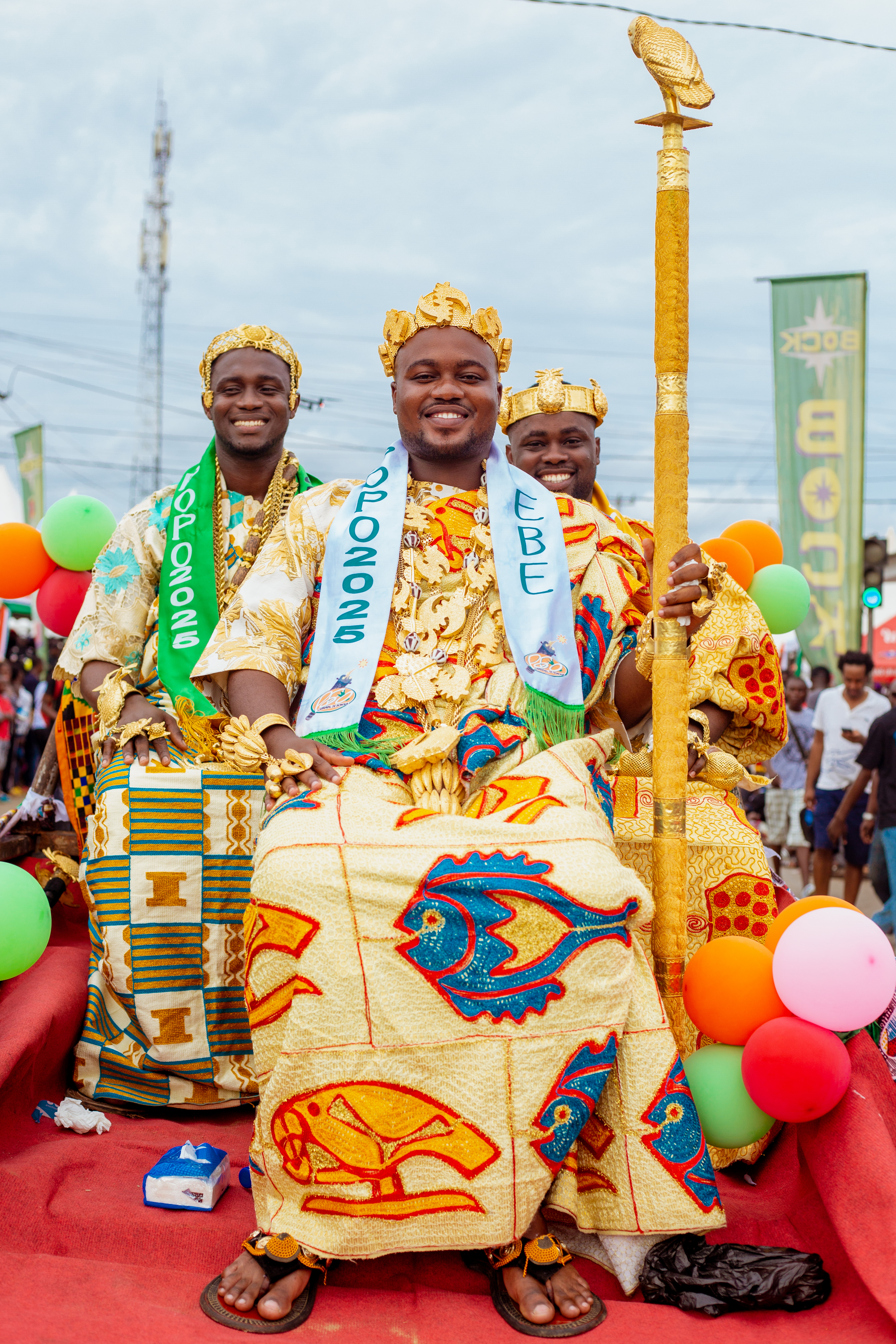
Ebê Popo carnaval 2025

Le concours Ebè vise à promouvoir l'élégance et la beauté masculine au Popo Carnaval. La grande finale s'est tenue le samedi 26 avril 2025 au foyer des jeunes. Beugré Ehouman a été couronné Ébé 2025 le plus bel homme du festival. Il a été suivi de Diby Josias, premier dauphin, et de Adouko Vangah, deuxième dauphin.

### Concours Miss Popo
Le concours Miss Popo a permis de couronner des jeunes filles représentant la beauté, la modernité et l'élégance ivoirienne.

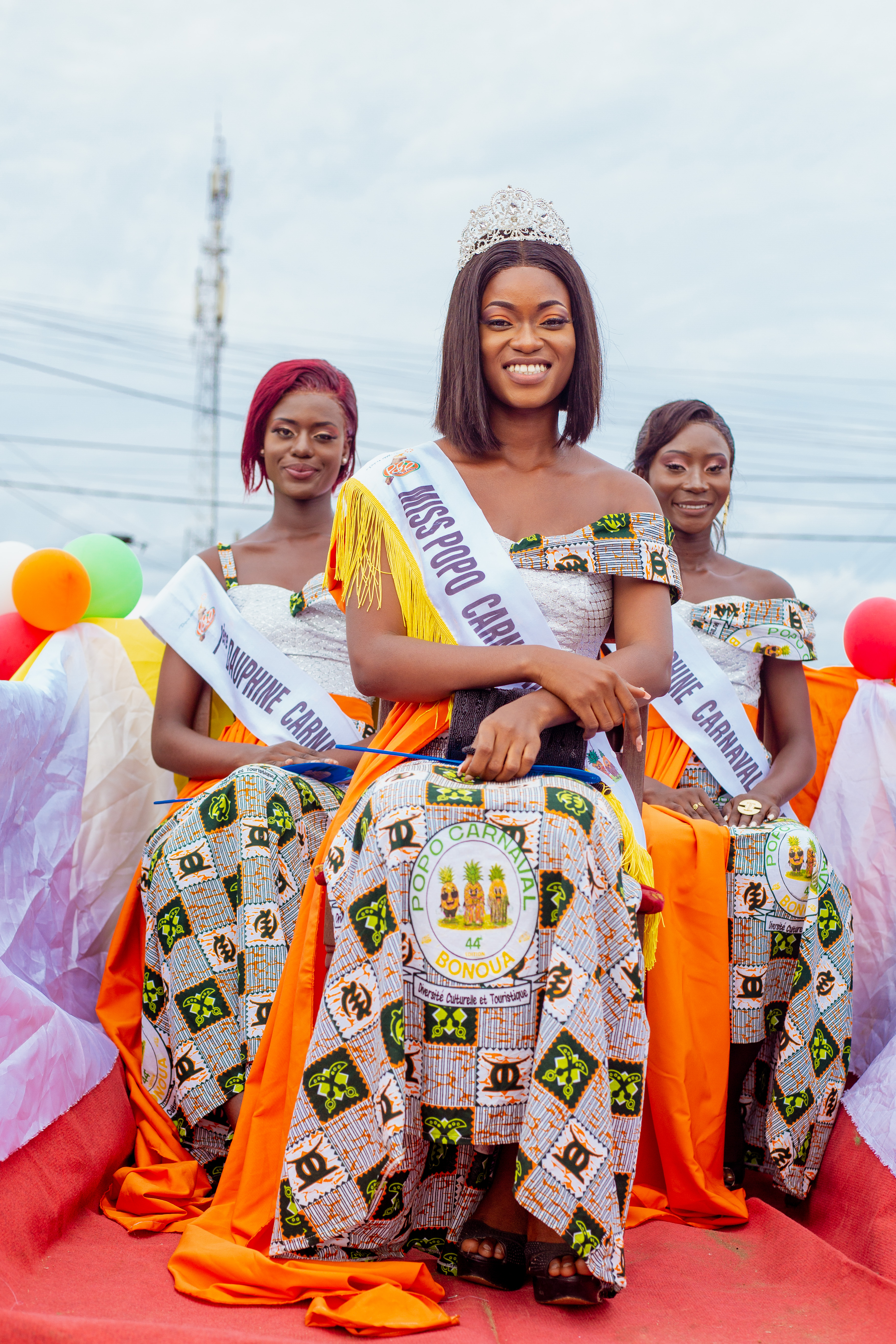
Miss Popo Carnaval 2025

### Concours Valê Kuklu

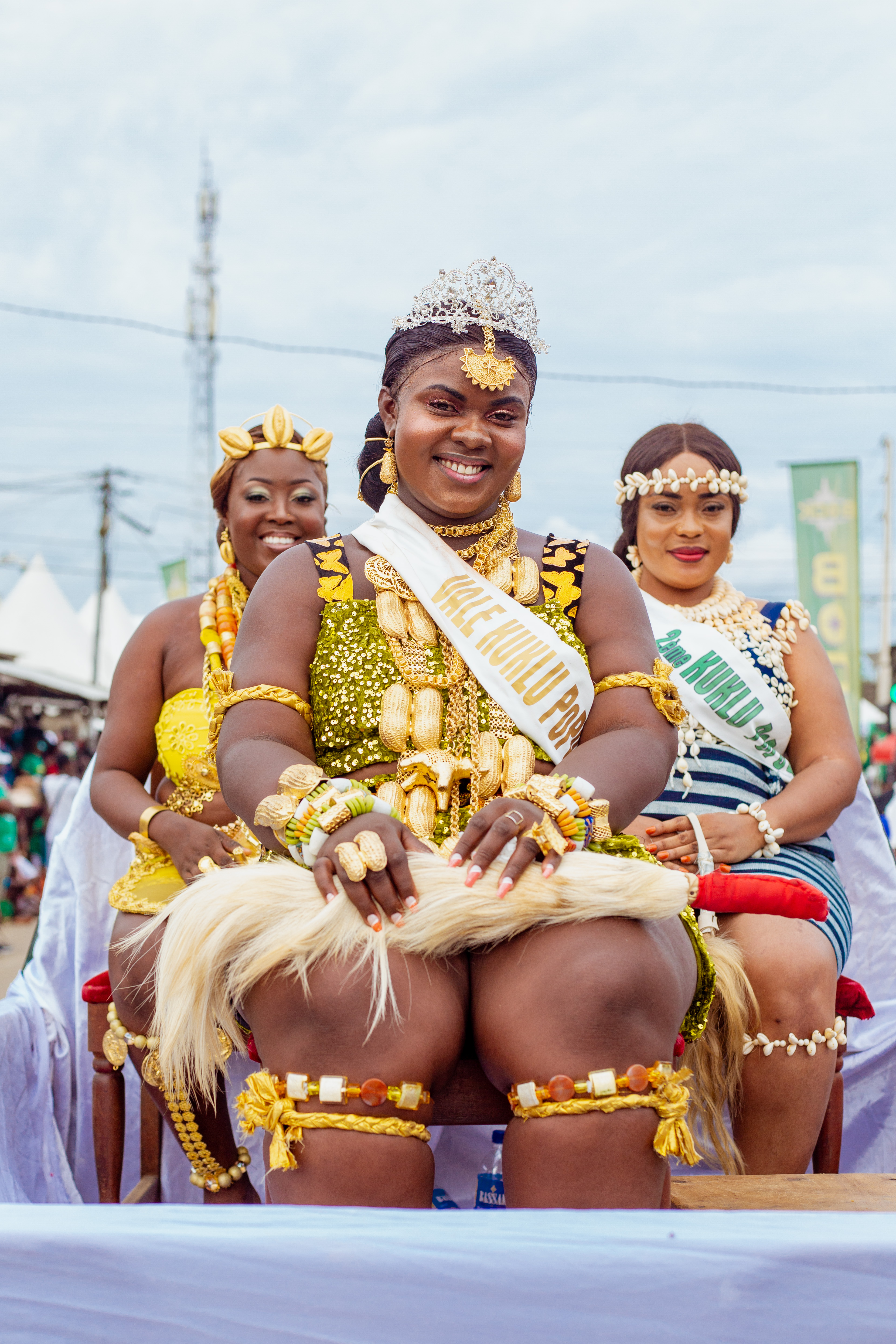
Valê Kuklu Popo carnaval 2025

Le jury du concours 2025 de « Valê Kuklu » désignant la femme ronde en pays Abouré, a porté son choix sur Mlle Niamkey Joelle Tatiana. Sa prémière dauphine est Mlle Adjobi Antchrobi,.

## Le concours culinaire
La gastronomie locale Abouré a été mise à l'honneur. Le concours culinaire a mis en avant des mets locaux traditionnels tels que le Ngbôta.

## Les conférences et tables rondes
Le Popo carnaval est un mouvement de socialisation, les couches socioprofessionnelles de la communauté se croisent, se côtoient et échangent entre elles. Le foncier rural était l'un des thèmes au cœur des échanges de cette édition.

## Le grand défilé Carnavalesque
Le grand défilé du 44e Popo Carnaval a été l'une des grandes attractions. Il a lieu le samedi 3 mai avec plus de 80 groupes folkloriques qui se sont succédé. Le défilé a regroupé des danseurs, des musiciens et des chars décorés aux couleurs éclatantes,. Toutes les couches d'âges (adultes, jeunes et enfants) y prennent part avec des déguisements en masques, en clowns ou portant des vêtements de femmes. C'est le roi popo qui met fin au défilé. Par ailleurs, la prestation des masques béninois Zangbétô a captivé l'attention des festivaliers ce jour-là.

### La clôture du carnaval
La clôture du Popo Carnaval 44 s'est fait à la suite du grand défilé carnavalesque. Elle est marquée par l'incinération du Roi Popo qui met officiellement fin à la 44e édition et dont les cendres donneront naissance à la 45e édition pour sacrifier à la tradition.

## Galerie

Popo Carnaval 44 en images
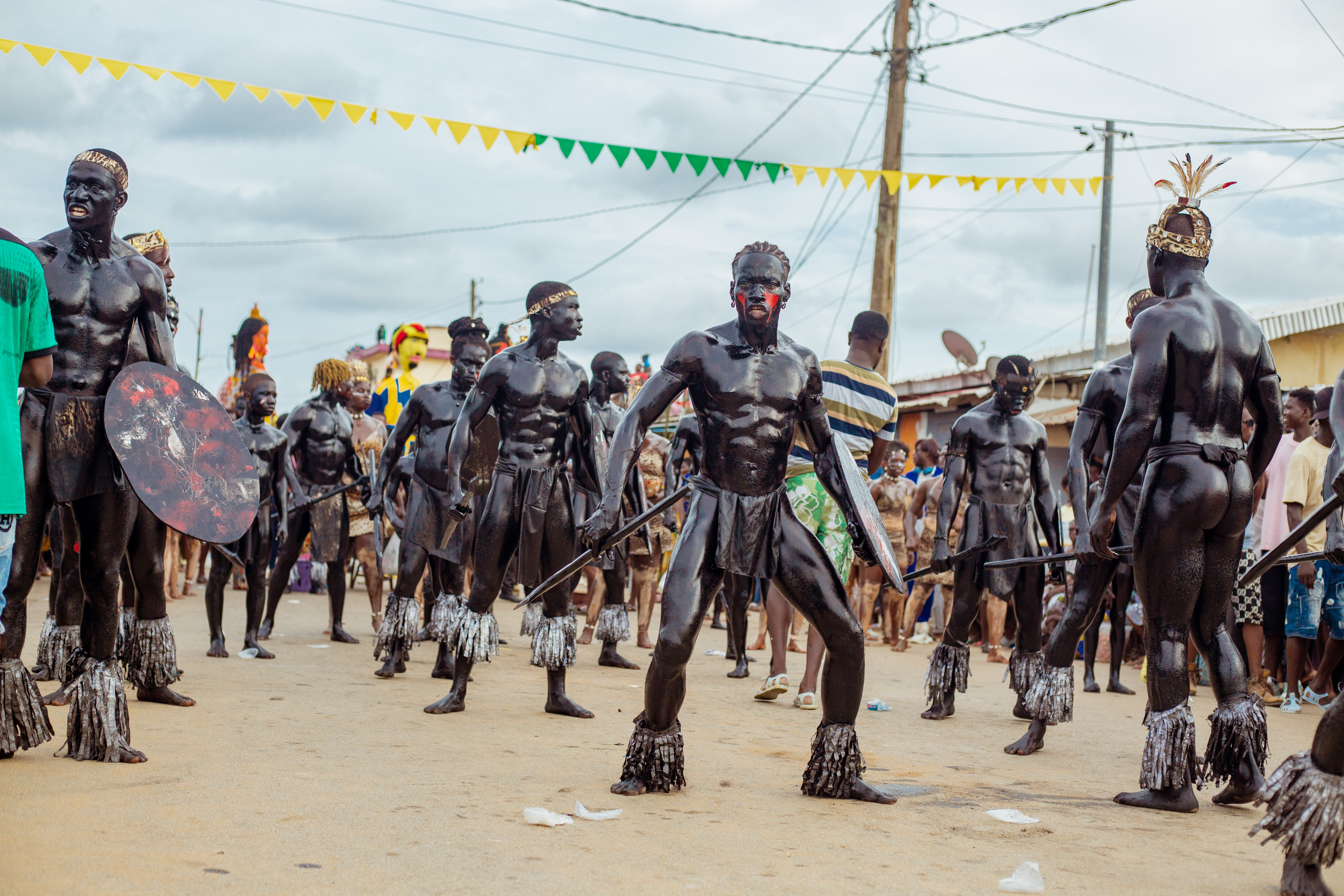
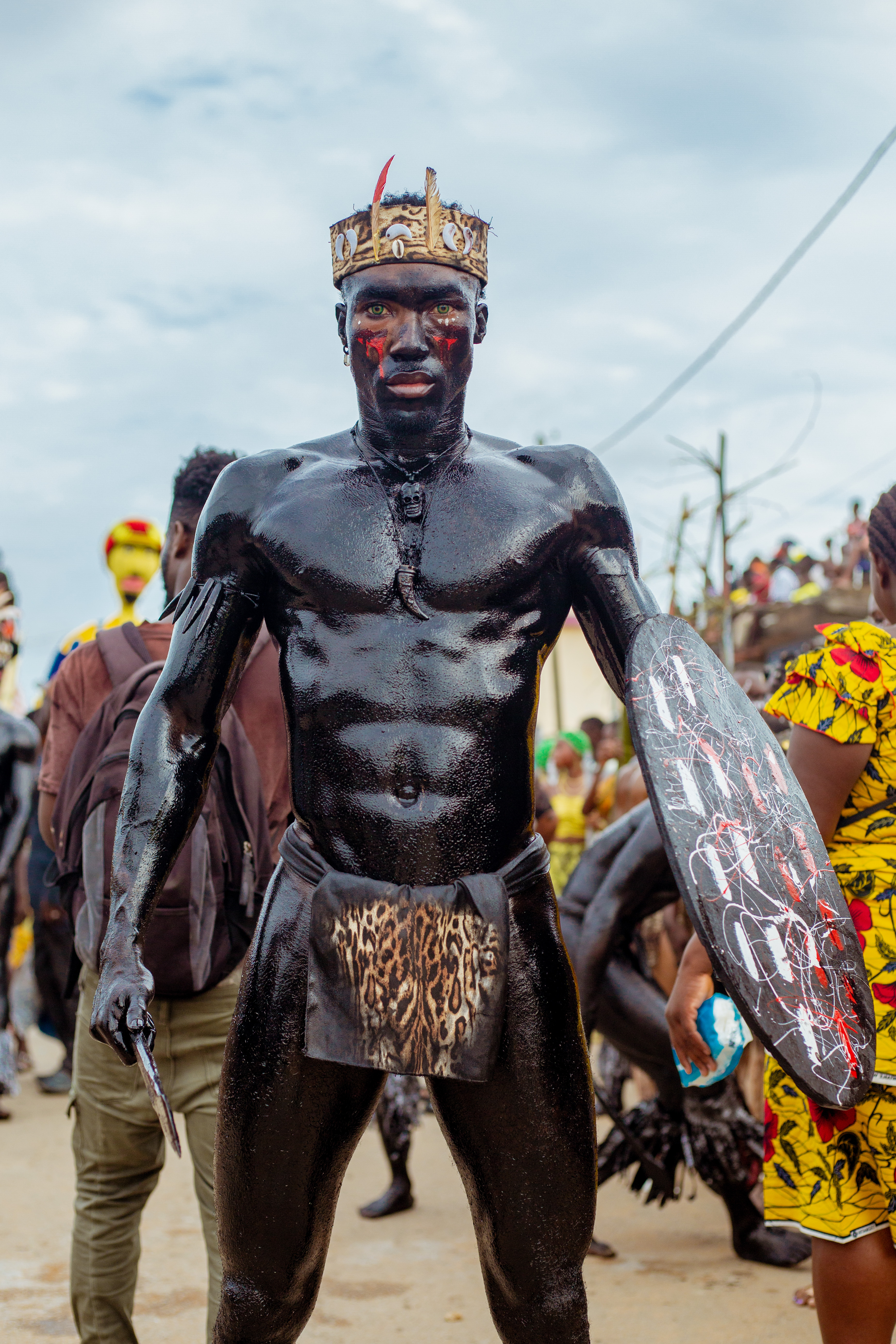
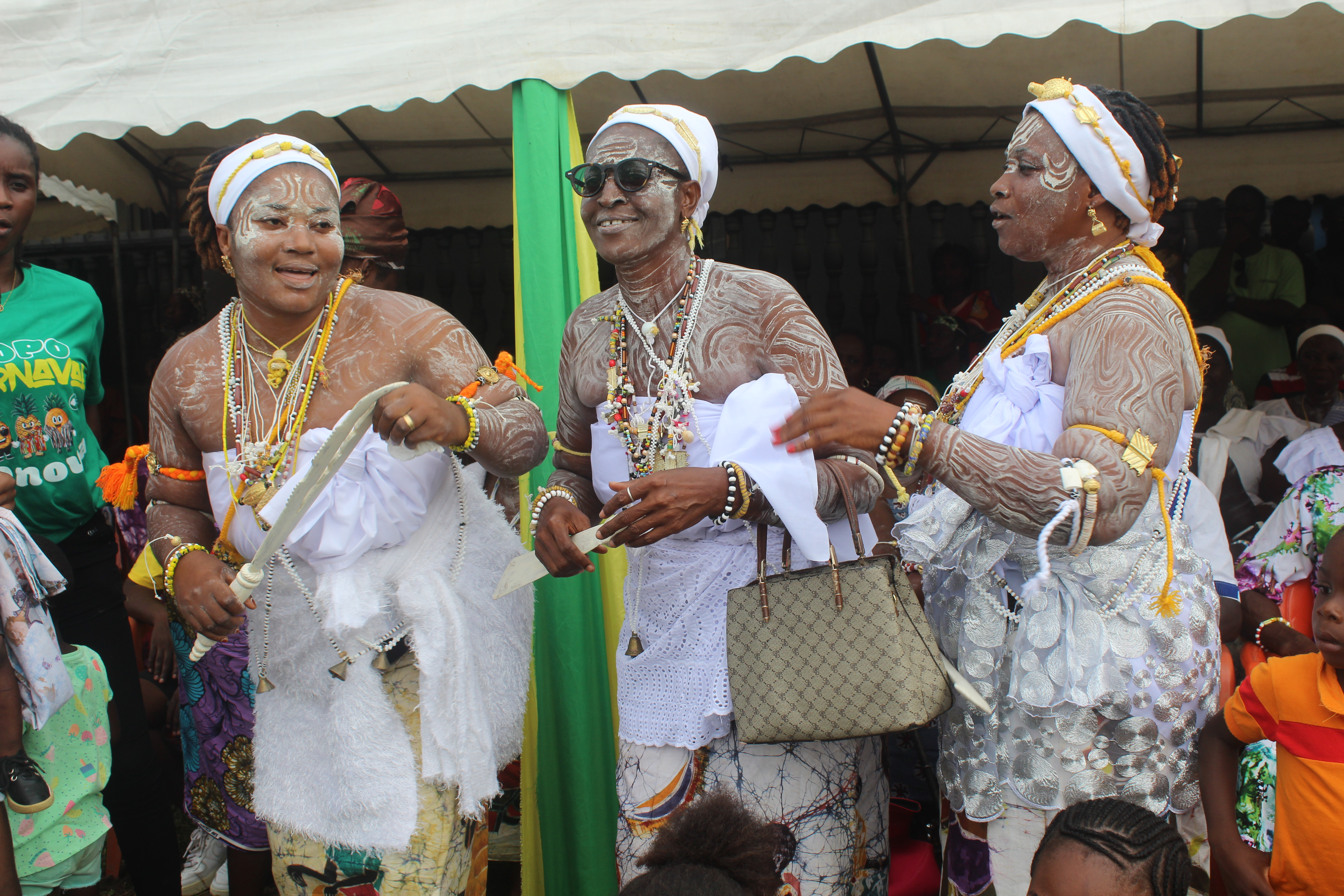
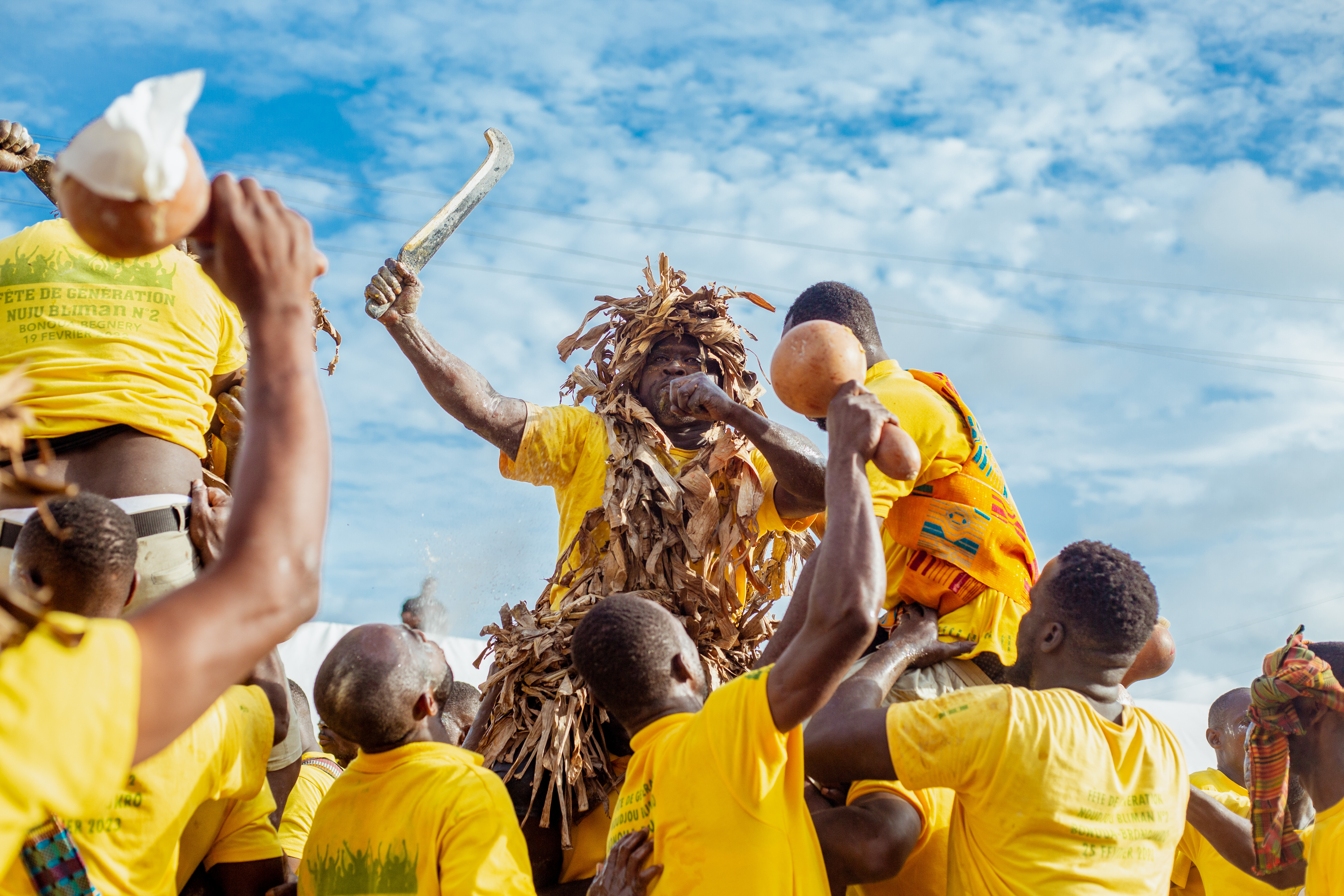
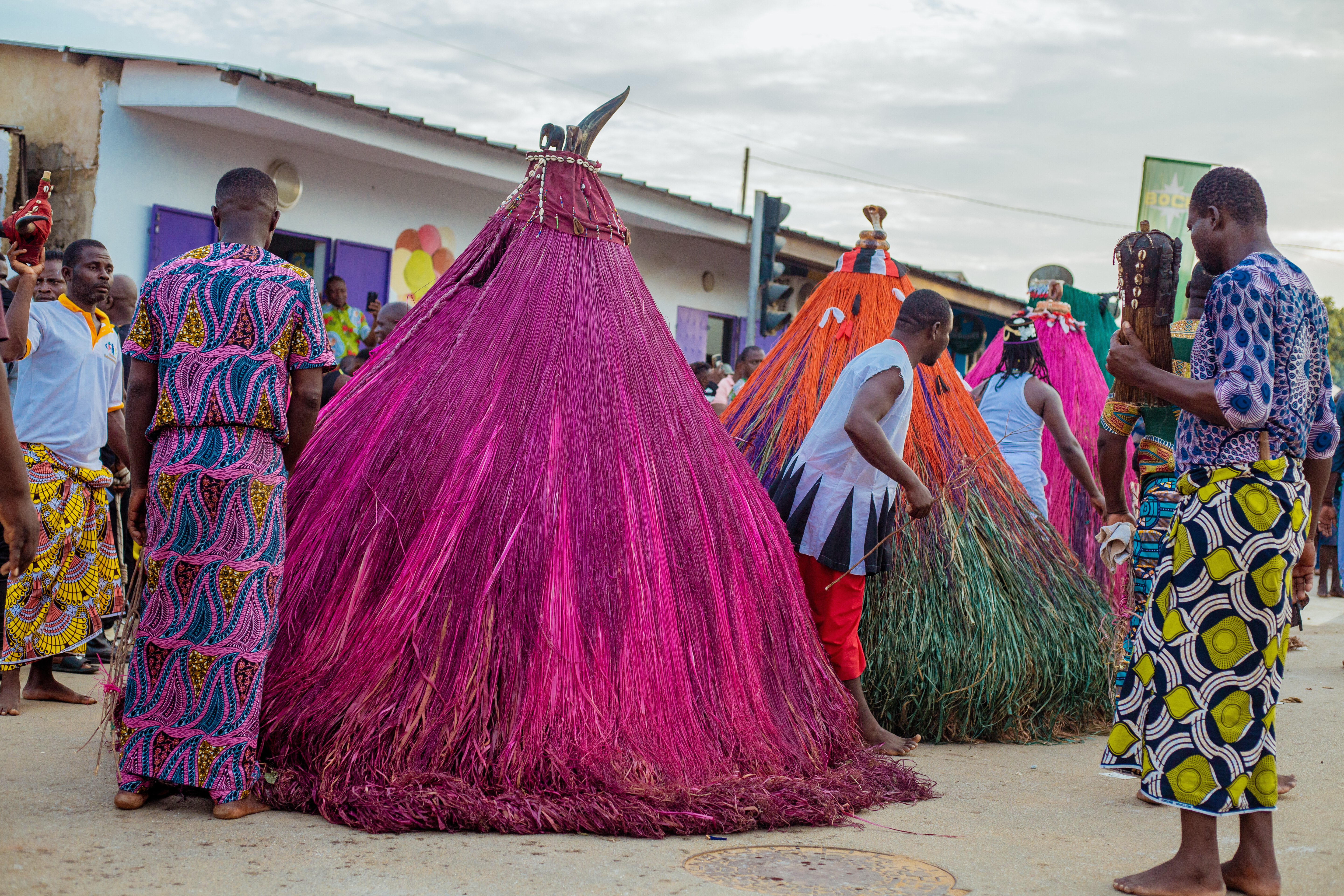
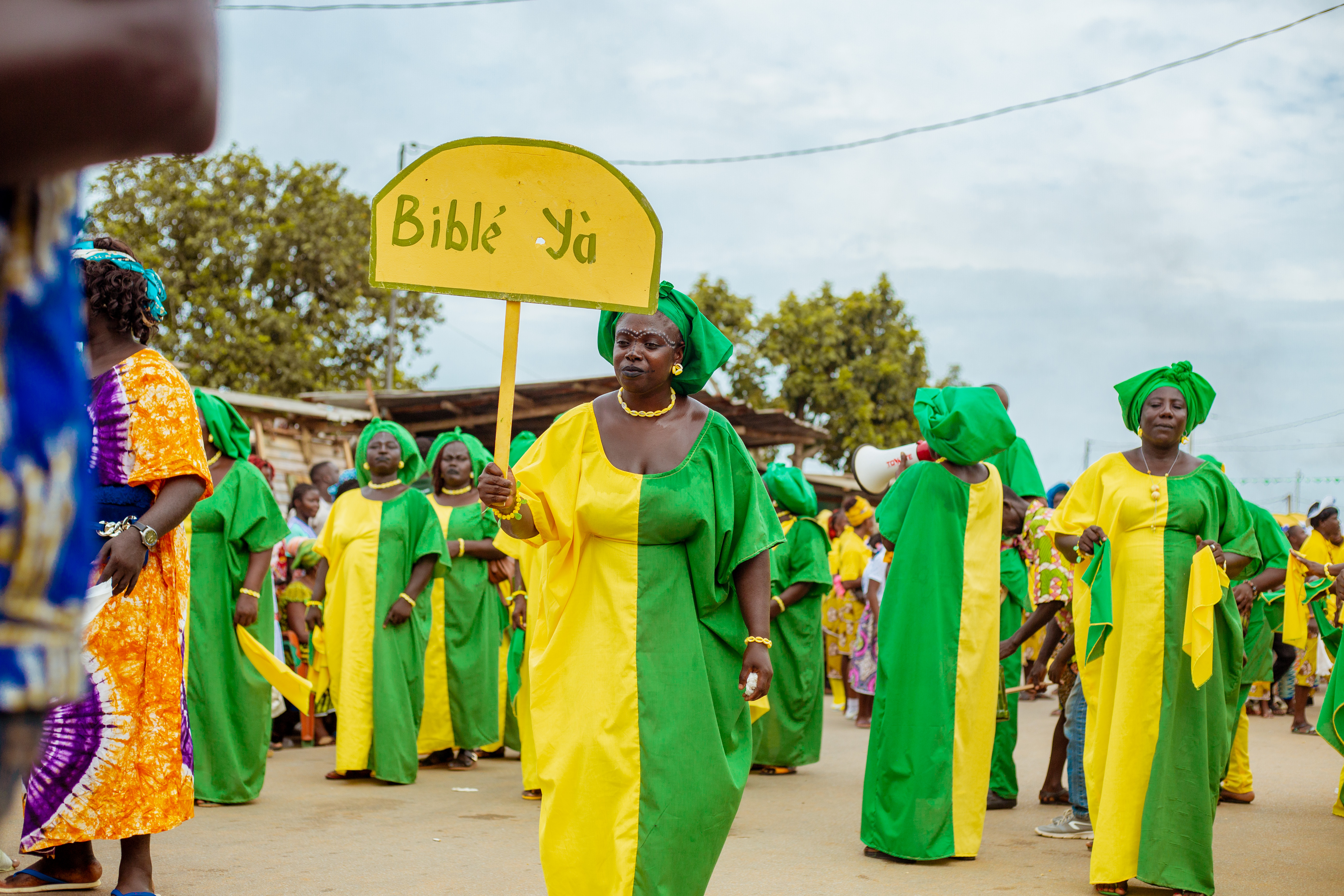
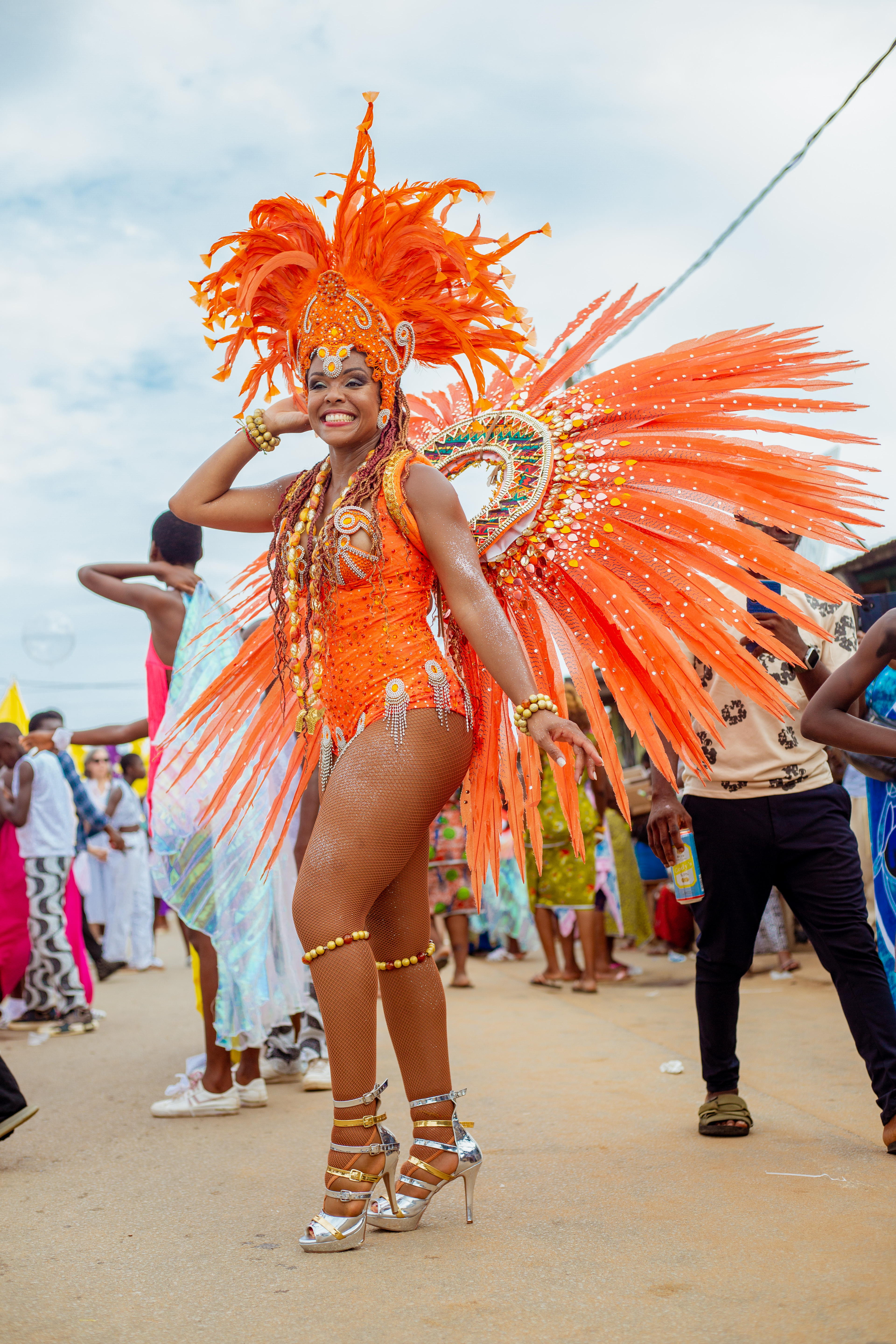
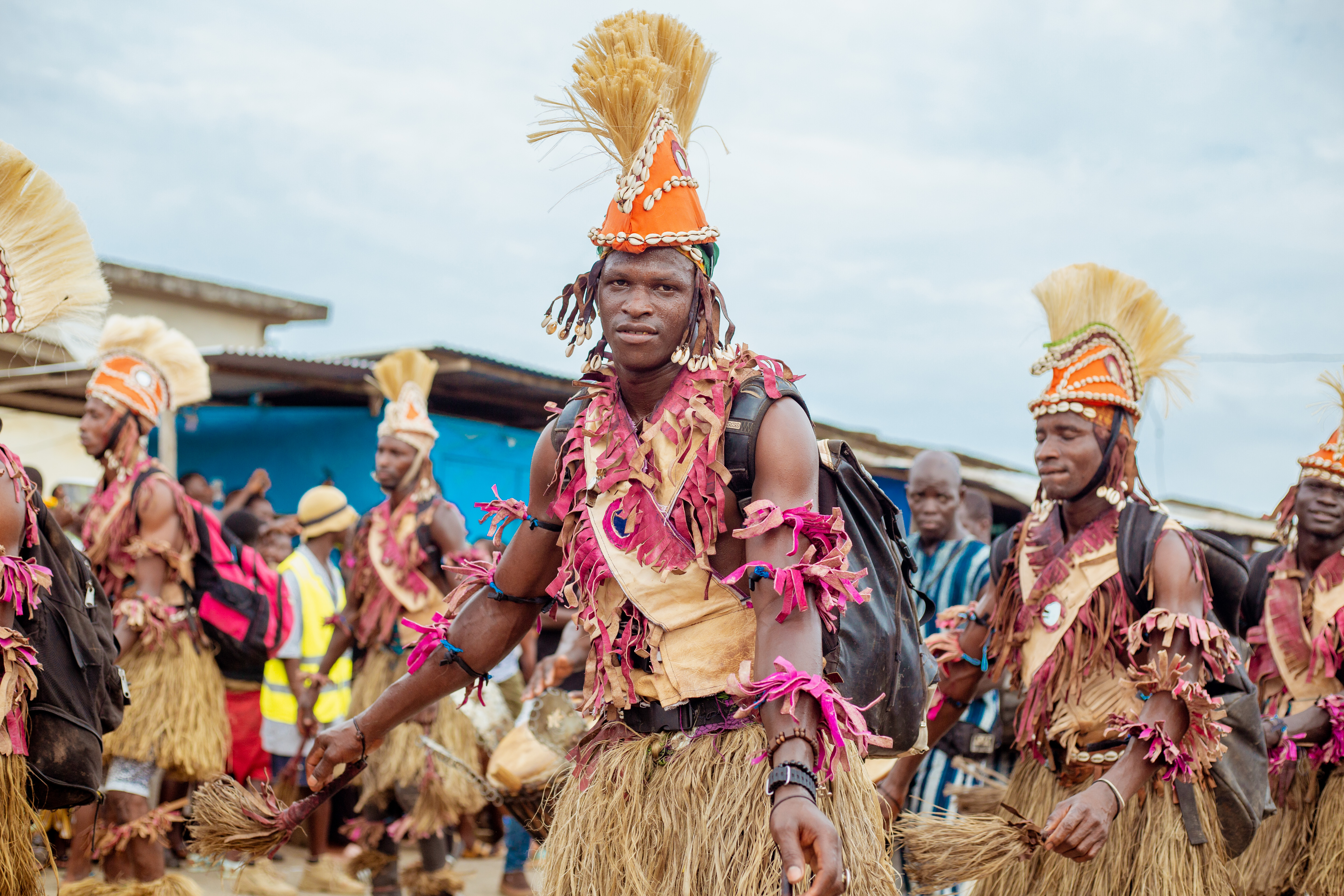
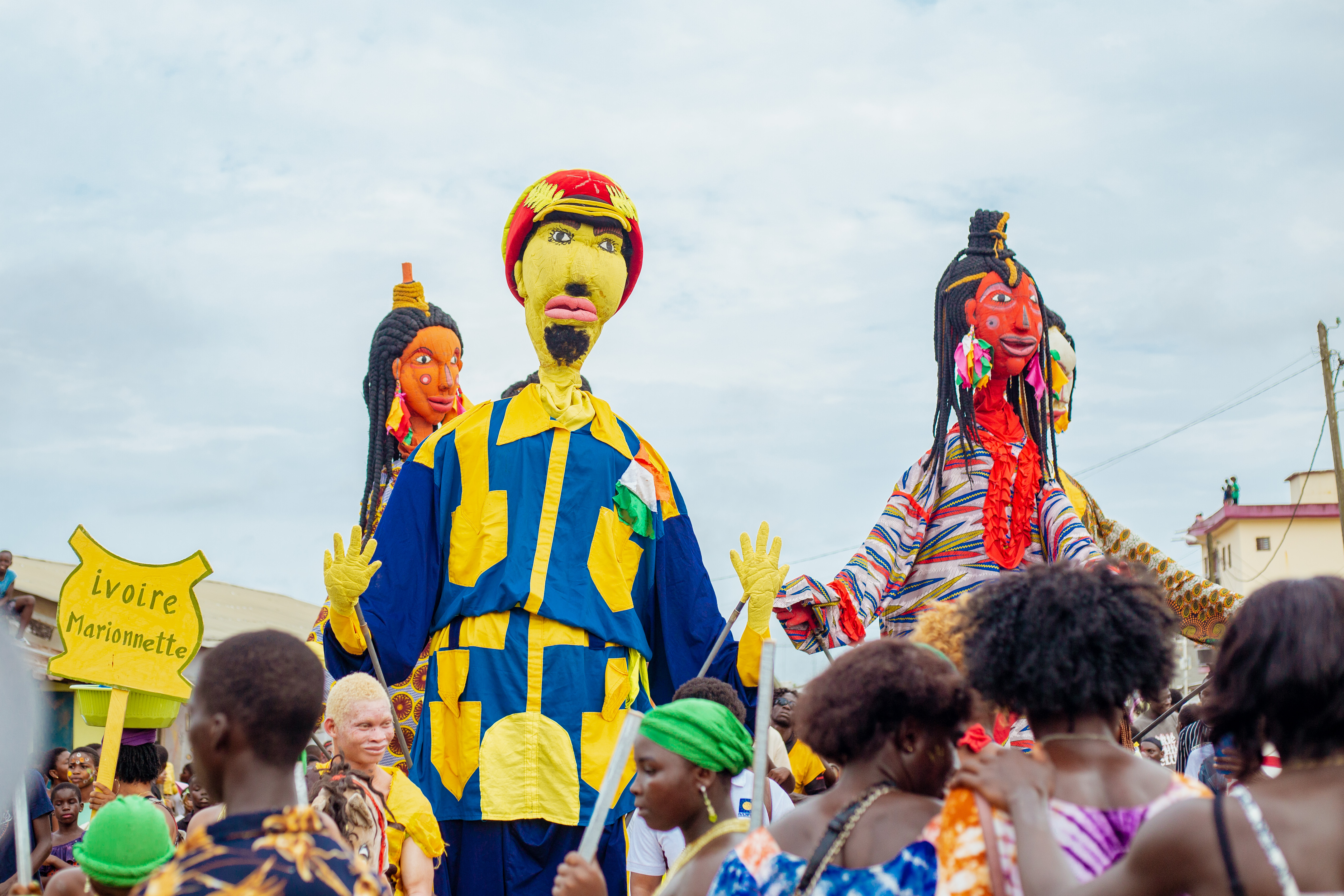
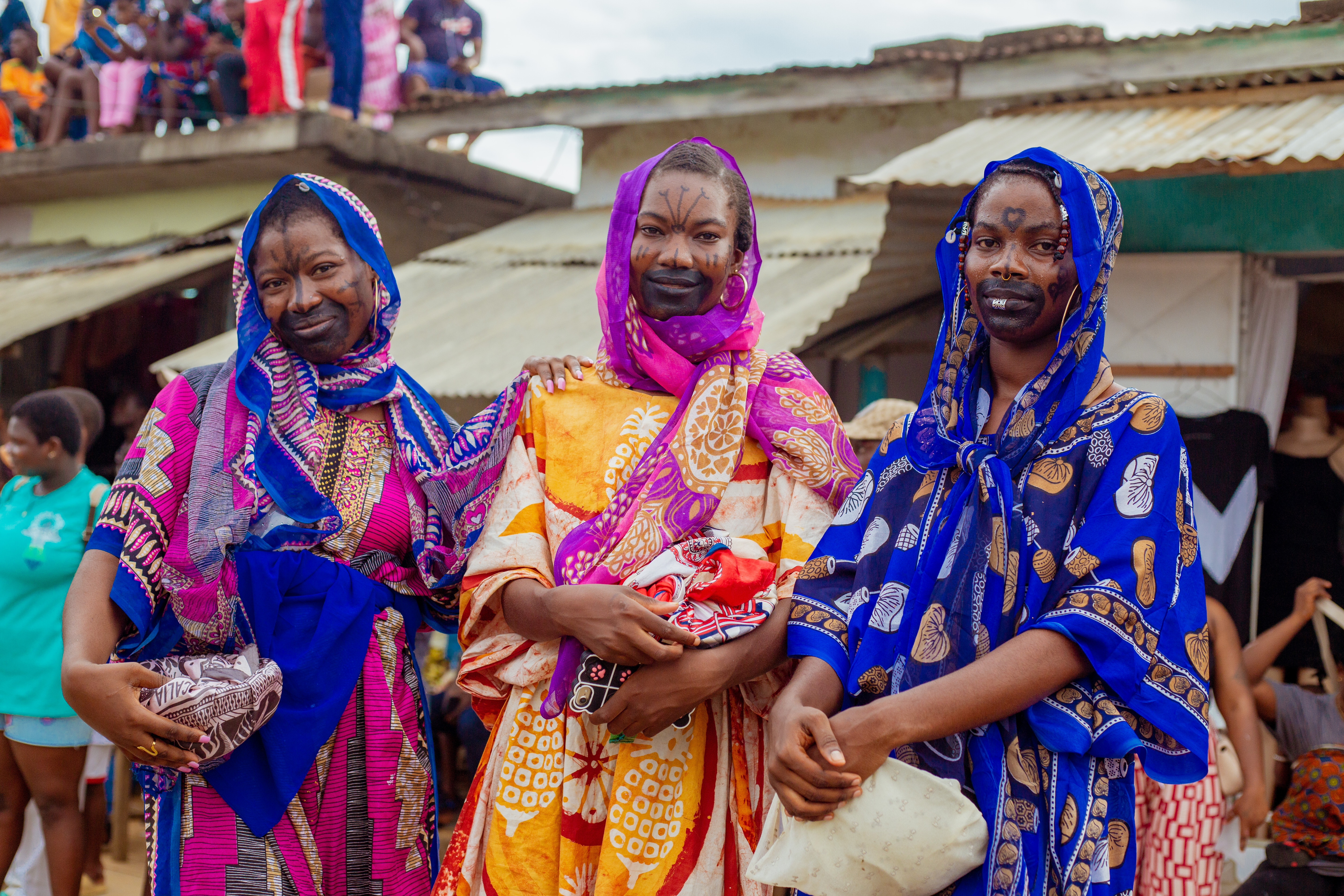
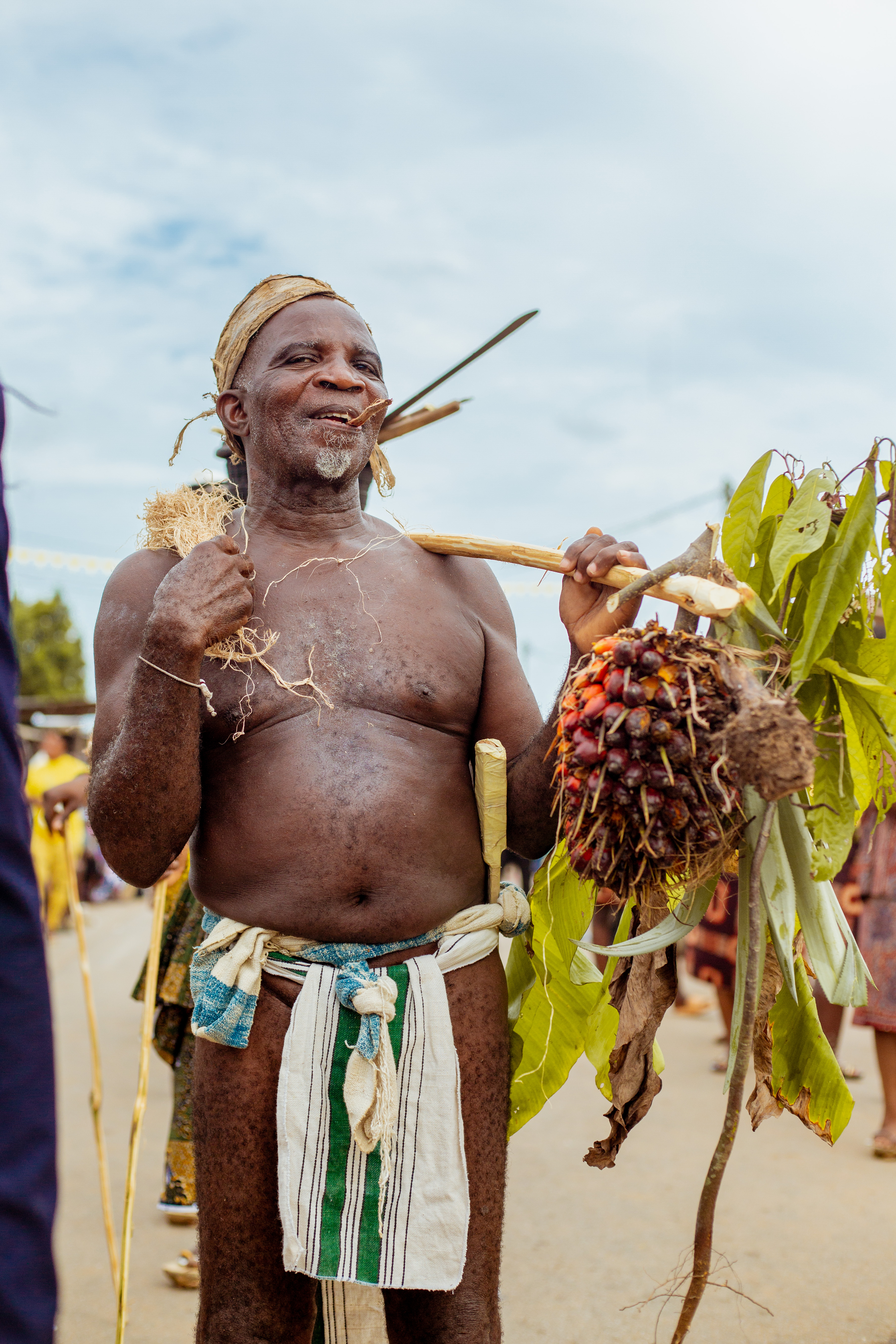
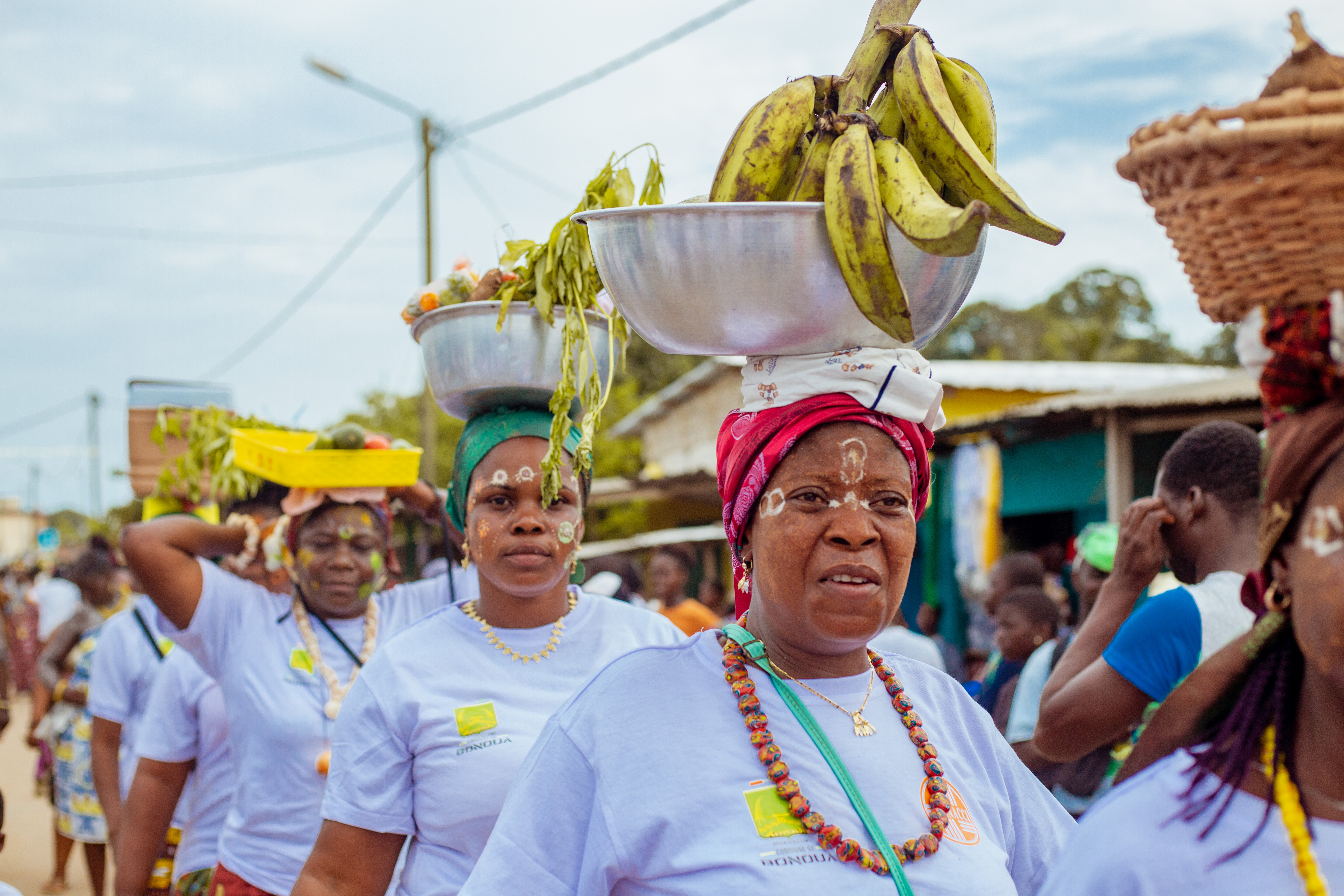
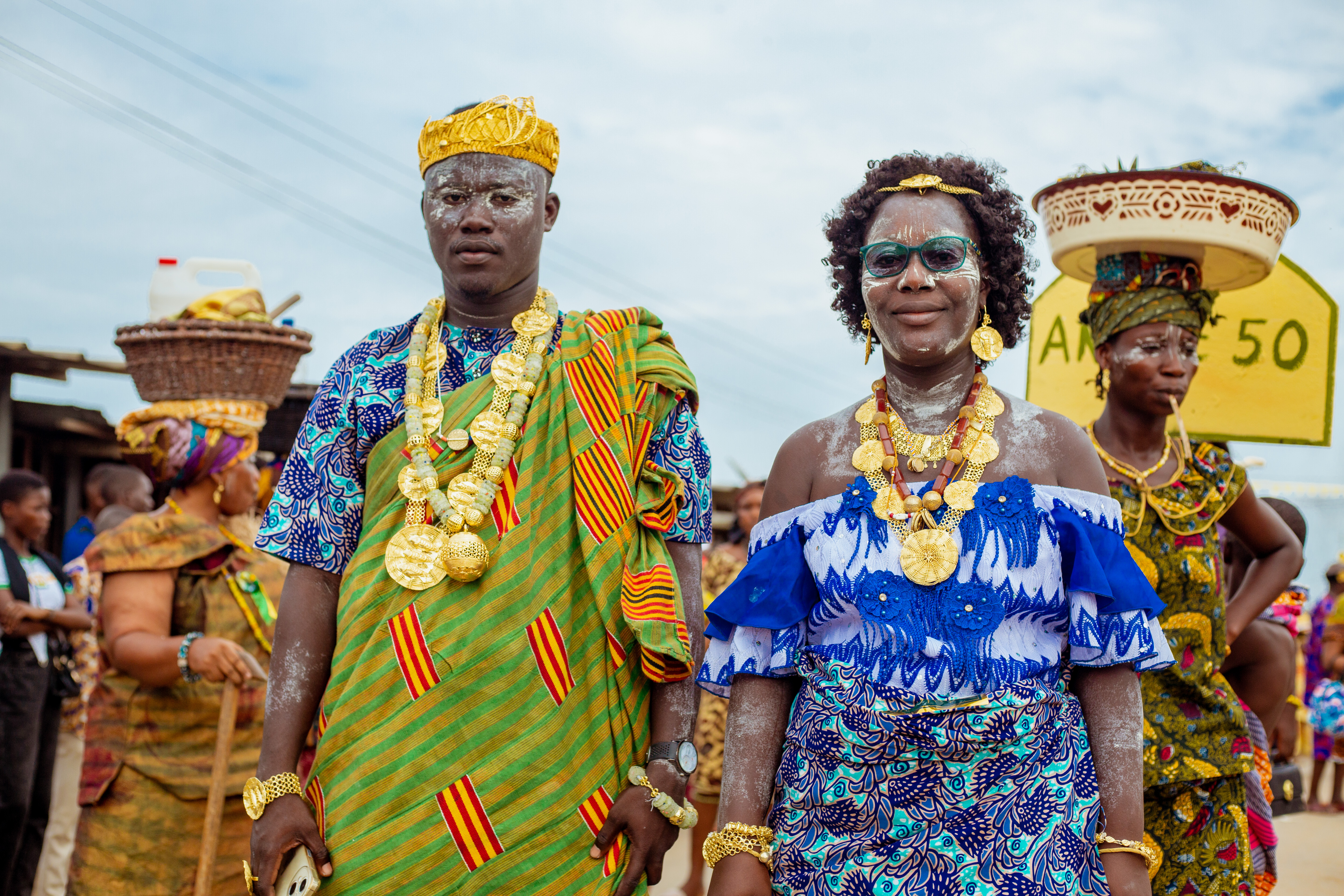
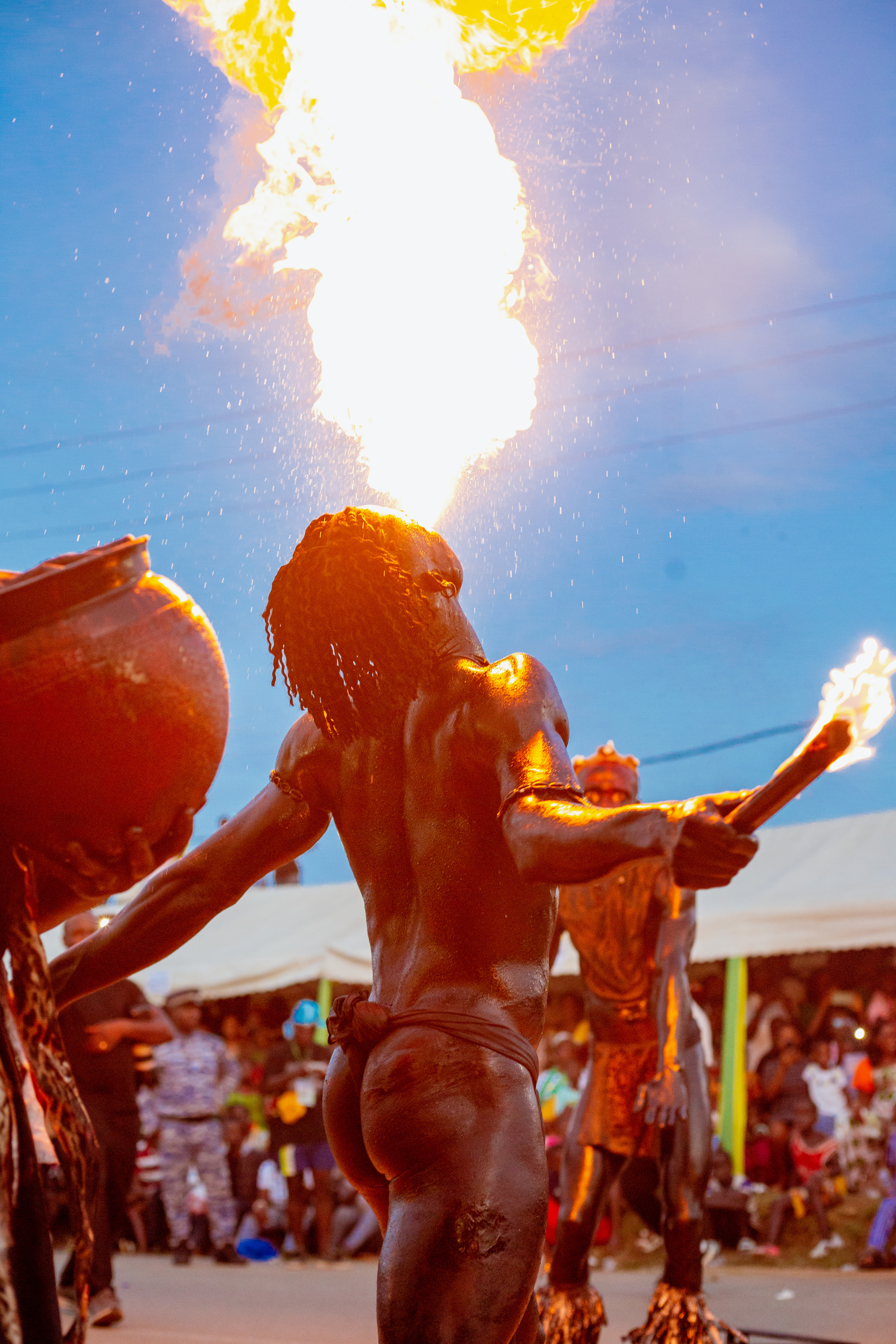
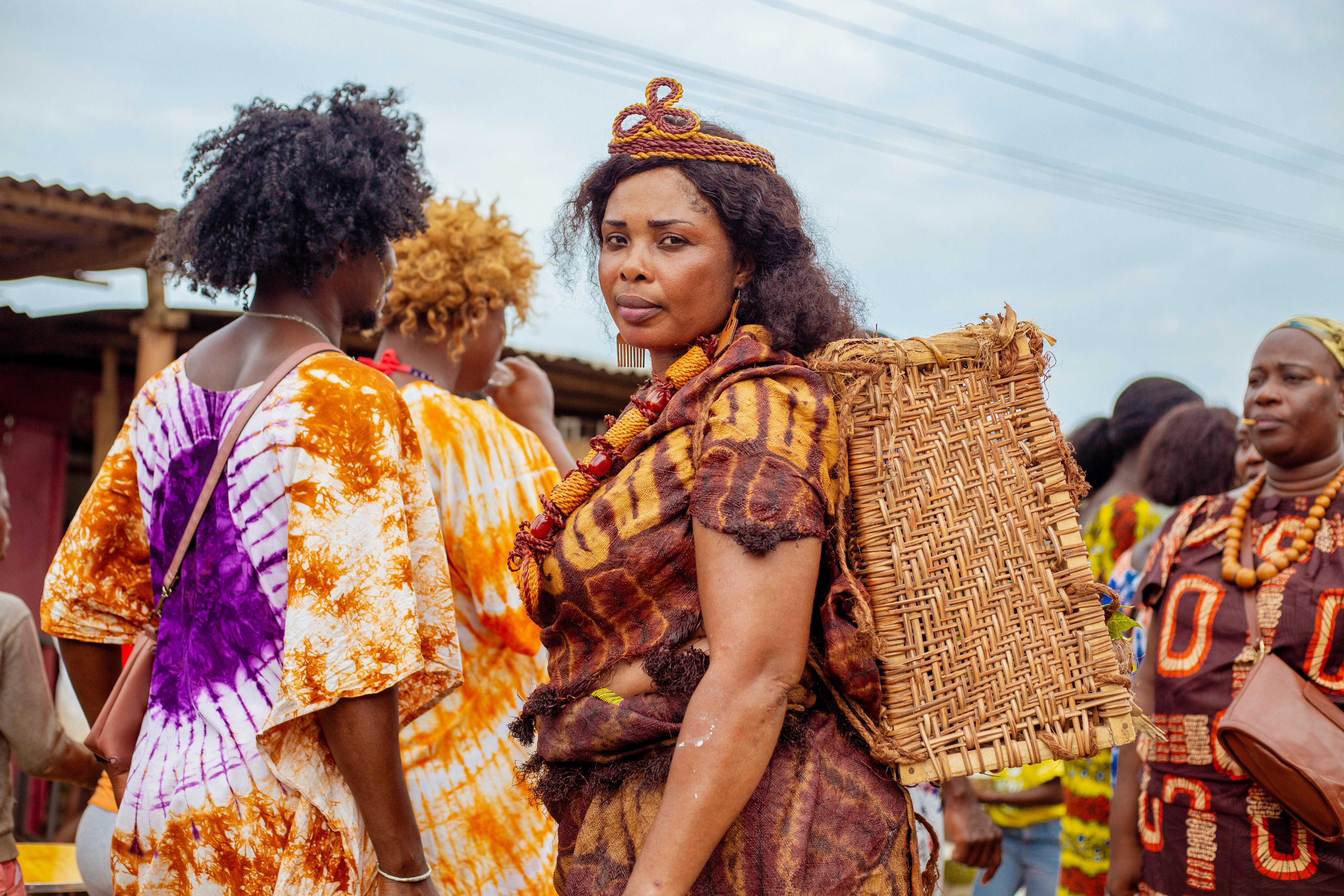
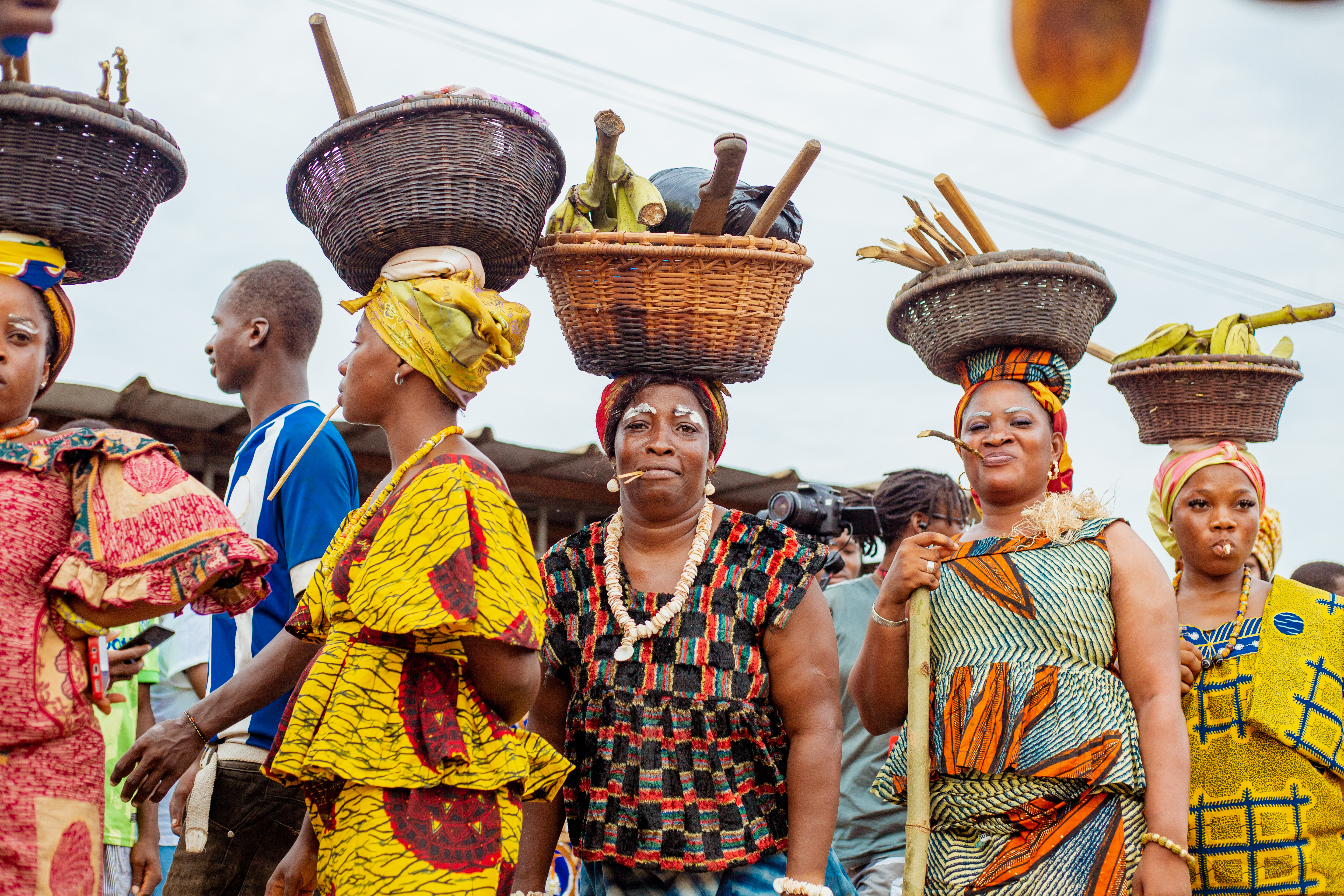
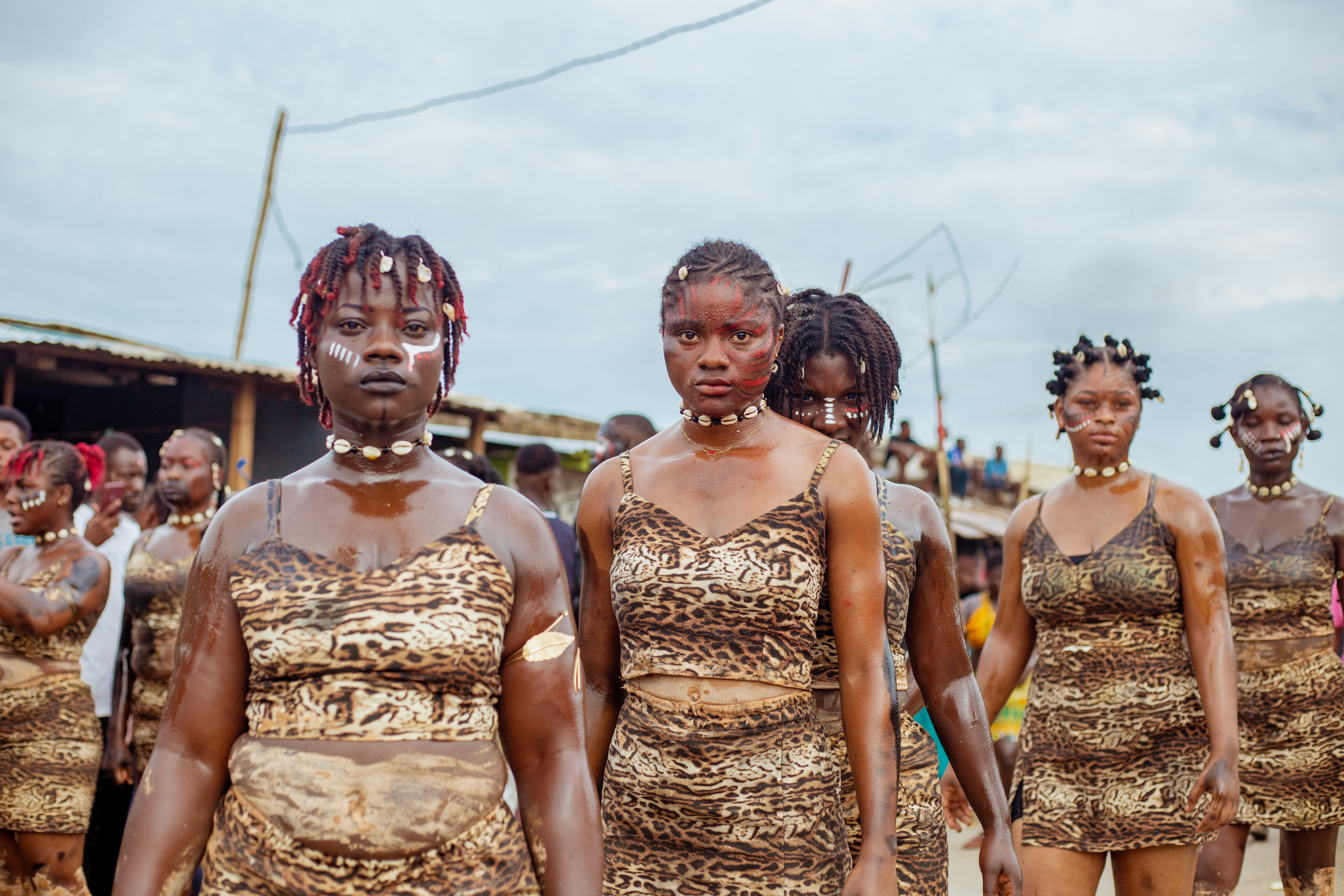

## Voir également